# فينتشنزو دي لوكا
فينتشنزو دي لوكا (بالإيطالية: Vincenzo De Luca)‏ هو سياسي إيطالي، ولد في 8 مايو 1949 في روفو دل مونتي في إيطاليا. حزبياً، نشط في الحزب الديمقراطي. وقد انتخب رئيس كامبانيا (31 مايو 2015 – ) وانتخب عمدة وانتخب عضو مجلس النواب في الجمهورية الإيطالية ( – 2008).